# Amphoe Mae Wang

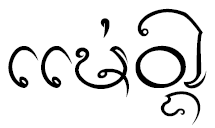
„Mae Wang“ in Lan-Na-Schrift

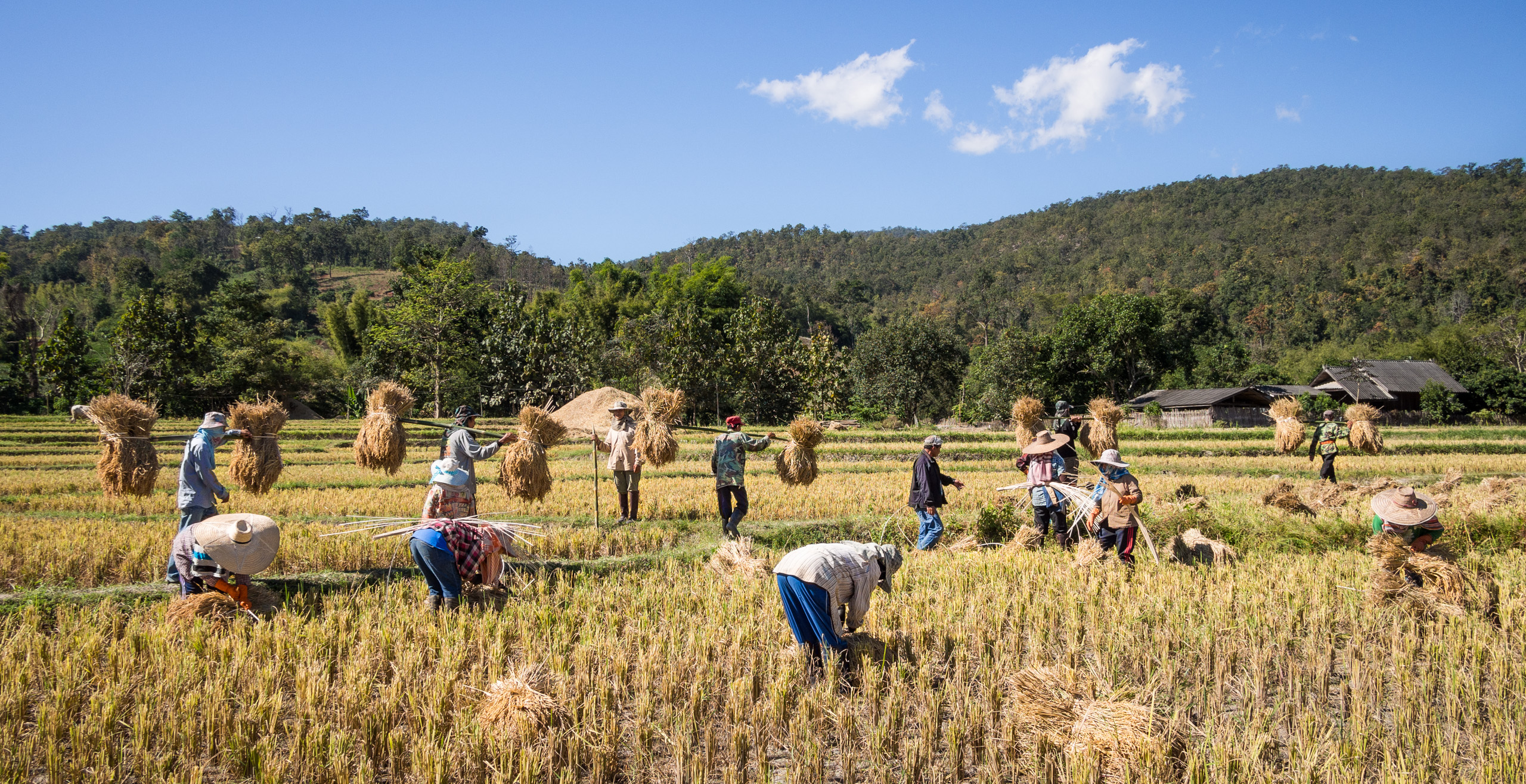
Reisernte in Amphoe Mae Wang

Amphoe Mae Wang (thailändisch อำเภอ แม่วาง) ist ein Landkreis (Amphoe – Verwaltungs-Distrikt) im zentralen Teil der Provinz Chiang Mai. Die Provinz Chiang Mai liegt in der Nordregion von Thailand.

## Geographie
Benachbarte Landkreise (von Süden im Uhrzeigersinn): die Amphoe Doi Lo, Chom Thong, Mae Chaem, Samoeng, Hang Dong und San Pa Tong der Provinz Chiang Mai.
Die Landschaft ist größtenteils gebirgig. Den südwestlichsten Punkt des Bezirks bildet der Doi Inthanon, mit 2565 Metern der höchste Berg Thailands.

## Geschichte
Mae Wang wurde am 1. April 1990 als „Zweigkreis“ (King Amphoe) gegründet, bestehend aus den vier Tambon Ban Kat, Thung Pi, Thung Ruang Thong und Mae Win, die von der Amphoe San Pa Tong abgespalten wurden. 
Am 7. September 1995 erhielt Mae Wang den vollen Amphoe-Status.

## Verwaltung

### Provinzverwaltung
Der Landkreis Mae Wang ist in fünf Tambon („Unterbezirke“ oder „Gemeinden“) eingeteilt, die sich weiter in 58 Muban („Dörfer“) unterteilen.
| Nr. | Name              | Thai     | Muban | Einw.  |
| --- | ----------------- | -------- | ----- | ------ |
| 01. | Ban Kat           | บ้านกาด   | 09    | 05.542 |
| 02. | Thung Pi          | ทุ่งปี๊      | 12    | 04.351 |
| 03. | Thung Ruang Thong | ทุ่งรวงทอง | 08    | 02.447 |
| 04. | Mae Win           | แม่วิน     | 19    | 11.873 |
| 05. | Don Pao           | ดอนเปา   | 10    | 07.112 |

### Lokalverwaltung
Es gibt eine Kommune mit „Kleinstadt“-Status (Thesaban Tambon) im Landkreis:
- Mae Wang (Thai: เทศบาลตำบลแม่วาง) bestehend aus den Teilen der Tambon Ban Kat, Don Pao.

Außerdem gibt es fünf „Tambon-Verwaltungsorganisationen“ (องค์การบริหารส่วนตำบล – Tambon Administrative Organizations, TAO)
- Ban Kat (Thai: องค์การบริหารส่วนตำบลบ้านกาด) bestehend aus Teilen des Tambon Ban Kat.
- Thung Pi (Thai: องค์การบริหารส่วนตำบลทุ่งปี๊) bestehend aus dem kompletten Tambon Thung Pi.
- Thung Ruang Thong (Thai: องค์การบริหารส่วนตำบลทุ่งรวงทอง) bestehend aus dem kompletten Tambon Thung Ruang Thong.
- Mae Win (Thai: องค์การบริหารส่วนตำบลแม่วิน) bestehend aus dem kompletten Tambon Mae Win.
- Don Pao (Thai: องค์การบริหารส่วนตำบลดอนเปา) bestehend aus Teilen des Tambon Don Pao.